# Le Peuple (Belgique)
Pour les articles homonymes, voir Le Peuple.
Le Peuple était au départ un quotidien syndicaliste socialiste bruxellois. Son premier numéro fut publié le 13 décembre 1885 et sa parution en tant que quotidien socialiste cessa définitivement en mars 1998,.
La marque fut reprise en octobre 2010 par Mischaël Modrikamen, président du Parti Populaire, afin d'en faire un quotidien numérique, ainsi qu'un bimestriel imprimé, d'orientation libérale et conservatrice,.

## Historique

### Journal socialiste (1885-1998)
Né de la fusion des deux journaux socialistes de La Voix de l’Ouvrier et La République, dirigés par des leaders du Parti ouvrier belge (POB), le quotidien socialiste Le Peuple sortit son premier numéro le 13 décembre 1885. Il était à l'origine installé rue des Sables à Bruxelles,,. 
De nombreuses personnalités belges travaillèrent un temps pour ce journal, notamment Léon Delsinne, Arthur Haulot (en qualité de journaliste), Jean Volders (fondateur du Parti ouvrier belge et rédacteur en chef du journal), Arsène Vaillant, Louis Bertrand, Arthur Wauters (en qualité de directeur politique), Gustave Defnet, César De Paepe, Auguste De Winne (directeur puis rédacteur en chef du journal)[réf. nécessaire].
À la suite de sa fusion en 1928 avec le journal de la fédération boraine du POB L’Avenir du Borinage, l'imprimerie et la rédaction du journal s'installèrent en 1932 dans un nouveau bâtiment construit au no 36 de la rue Saint-Laurent à Bruxelles.
Après la Première Guerre mondiale, le journal créa une antenne à Liège, Le Peuple de Liège[réf. nécessaire].
En Province de Liège, le journal frère et publiant les articles « Peuple » portait le titre « LE MONDE DU TRAVAIL ».
Perdant des lecteurs, le journal Le Peuple a fusionné avec le journal La Wallonie en 1998[réf. nécessaire]. En butte à des difficultés financières, ils cessent définitivement leur parution en mars 1998.

### Journal d'extrême droite (2010-2019)
En octobre 2010, Mischaël Modrikamen, le président du Parti Populaire, annonce avoir acquis la marque Le Peuple afin d'en faire un quotidien numérique, ainsi qu'un bimestriel imprimé, d'orientation libérale et conservatrice. À cette annonce, un groupe d'anciens journalistes du quotidien socialiste tente de bloquer son projet en contestant l'acquisition de la marque. Le 13 décembre 2010, il sort un premier numéro imprimé, tiré à 125.000 exemplaires et distribué gratuitement à Bruxelles et en Wallonie. 
Le 26 mars 2013, après avoir remporté en justice le combat qui l'opposait aux anciens journalistes du quotidien, Mischaël Modrikamen relance officiellement Le Peuple sous format numérique. Publié quotidiennement à 11 h sur internet, il comporte quelques articles sélectionnés sur des sites partenaires (comme Boulevard Voltaire) et quelques articles propres rédigés par des bénévoles. En 2014, Luc Rivet, ex-journaliste à la RTBF, devient rédacteur en chef du journal. Il en démissionne en septembre 2017[réf. nécessaire].
Selon Aldo Mungo, chef du parti de droite populiste La Droite et exclu du Parti Populaire le 28 avril 2010, le journal Le Peuple serait devenu « la quasi-réplique du quotidien Le Pays Réel édité dans les années 1930 par Léon Degrelle ».
Pascal Lorent, du Soir, considère Le Peuple comme étant un cas « limite » par rapport à la « fachosphère ». Il écrit que si les thèmes abordés (rejet des migrants, islamophobie, dénonciation des élites politico-médiatiques) et les liens renseignés comme le site Boulevard Voltaire le sont clairement, il laisse au Peuple le bénéfice du doute.
Le 19 juin 2019, Mischaël Modrikamen annonce par communiqué la dissolution du parti populaire. Le journal, suivi par quelque 88.000 personnes selon lui, continuera cependant à être édité.